# Шадиев, Хусейн Суламбекович
Хусейн Суламбекович Шадиев (21 декабря 1956, Кокчетав — 28 января 2013) — российский ингушский журналист, главный редактор газет «Ингушетия» (1993—1994 и 1995—1997) и «Сердало» (2003—2013).

## Биография
Родился 21 декабря 1956 года в городе Кокчетав, Кокчетавская область, Казахская ССР.
В 1973 году поступил на филологический факультет Чечено-Ингушского государственного университета (сейчас Чеченский государственный университет), откуда перевёлся на факультет журналистики Уральского государственного университета в Свердловске (сейчас Екатеринбург), который закончил в 1979 году.
В 1979—1982 годах проходил срочную службу в Вооружённых силах СССР, принимал участие в Афганской войне, работал в армейской газете «За Родину».
В 1979 и 1982—1993 годах работал в газете «Сердало», занимал должности корреспондента, заведующего отделом писем и жалоб, заместителя главного редактора и первого заместителя главного редактора.
В 1988—1991 годах входил в президиум Союза журналистов СССР. В 1992—1995 годах являлся председателем ревизионной комиссии Союза журналистов России.
В конце 1980-х — начале 1990-х был активным участником ингушского национального движения. В 1989 году на II-м съезде ингушского народа был избран членом Оргкомитета по восстановлению ингушской автономии. Участвовал в съездах Конфедерации горских народов Кавказа.
В 1993—1994 годах и 1995—1997 годах являлся главным редактором газеты «Ингушетия», являлся первым главным редактором издания.
В 1994—1995 годах являлся председателем Государственного комитета Ингушетии по печати.
В 1999—2003 годах работал в Ингушском государственном университете, занимал должности старшего преподавателя, заместителя декана и декана филологического факультета.
В 2003—2013 годах вновь работал в газете «Сердало», являлся её главным редактором.
22 ноября 2010 года на Шадиева в Назрани было совершено покушение: неизвестные на легковой автомашине обогнали его служебный автомобиль и произвели один выстрел из пистолета Макарова, в результате чего Шадиев получил ранение в плечо и был госпитализирован.
Умер 28 января 2013 года после тяжёлой и продолжительной болезни.

## Награды
- Государственная премия ЧИАССР имени А. Шерипова в области литературы и искусства (1985)[1][3].
- Победитель Всесоюзного конкурса журналистов СССР (1987)[1].
- Заслуженный работник культуры Республики Ингушетия (2004)[1].
- Орден «За заслуги» (Ингушетия, 2007)[1].
- Медаль «20 лет вывода Советских войск из Афганистана»[2] (2008).
- Медаль имени Михаила Лермонтова «За мир и гуманизм на Кавказе»[2].